# Wolstein Center
Wolstein Center é uma arena multi-uso localizado em Cleveland, Estados Unidos.

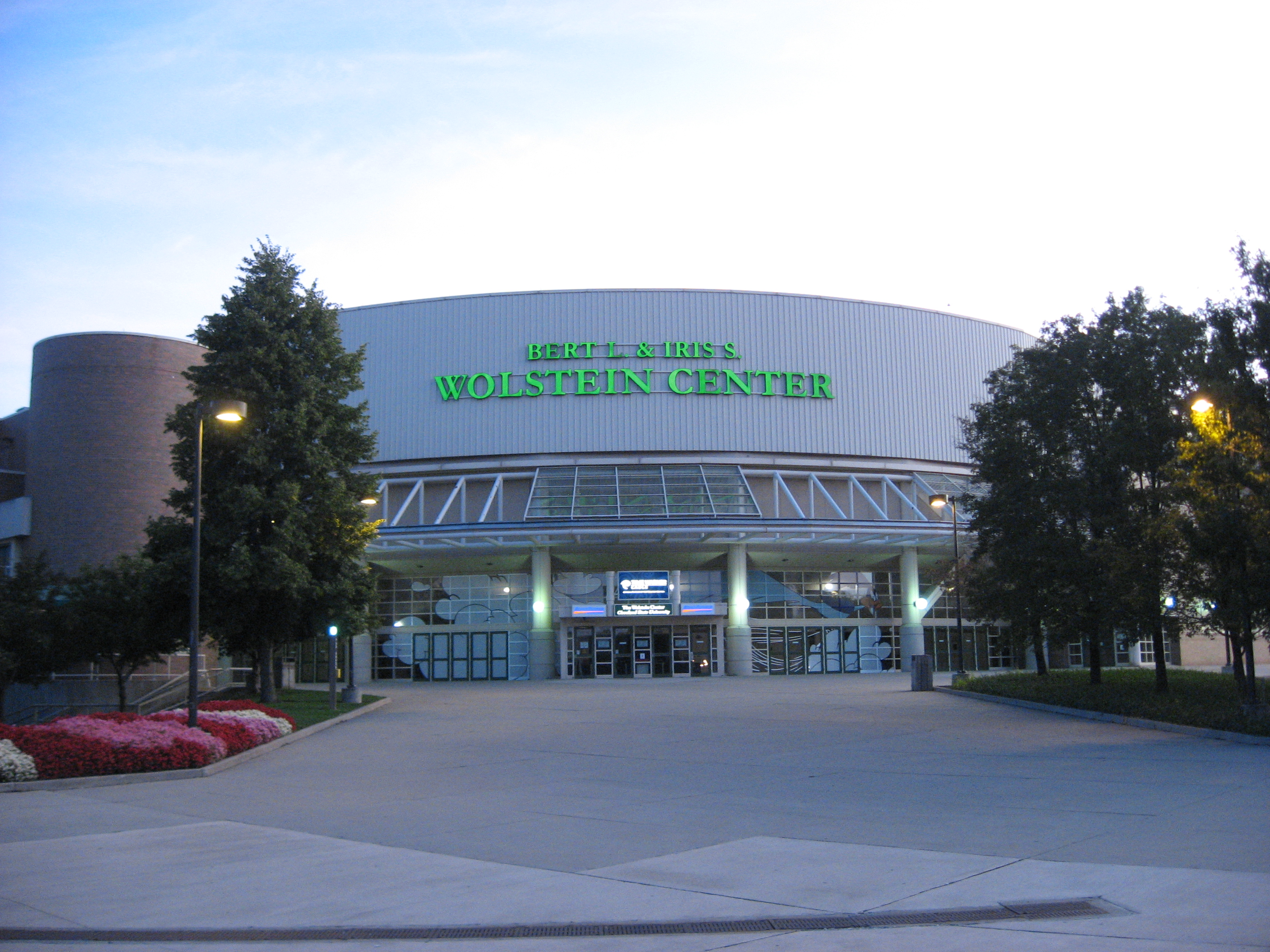
Wolstein Center

É a casa dos times de basquete masculino e feminino da Cleveland State University, e a antiga casa do Cleveland Crunch e do Cleveland Force da NPSL e da MISL. 
Sediou inúmeros shows, como os de Martina McBride, Avril Lavigne, Carrie Underwood, e Justin Bieber. The Wolstein Center também sedia conferências e serviu de local para jogos da NCAA de basquete.
Sediou o torneio de basquete de 1992 da Mid-Continent Conference e o de 2002 da Horizon League.
A Bud Light Cup do tour da PBR organizou um evento de montaria em touros neste local em 2000 e 2001.
NBC News realizou uma Democratic Party, debate presidencial entre Hillary Clinton e Barack Obama em 26 de fevereiro de 2008 no Wolstein Center. Foi transmitido ao vivo na MSNBC, e foi moderado por Brian Williams com Tim Russert.
O Wolstein Center também sediou o evento da WWE chamado WWE Raw em 26 de janeiro de 2009, e o Friday Night Smackdown em 28 de dezembro de 2010. World Championship Wrestling também realizou inúmeros eventos (incluindo episódios de WCW Monday Nitro) ali.